# Oratorio di Sant’Onofrio
Das Oratorio di Sant’Onofrio ist ein Kirchengebäude des Barock in Palermo. 

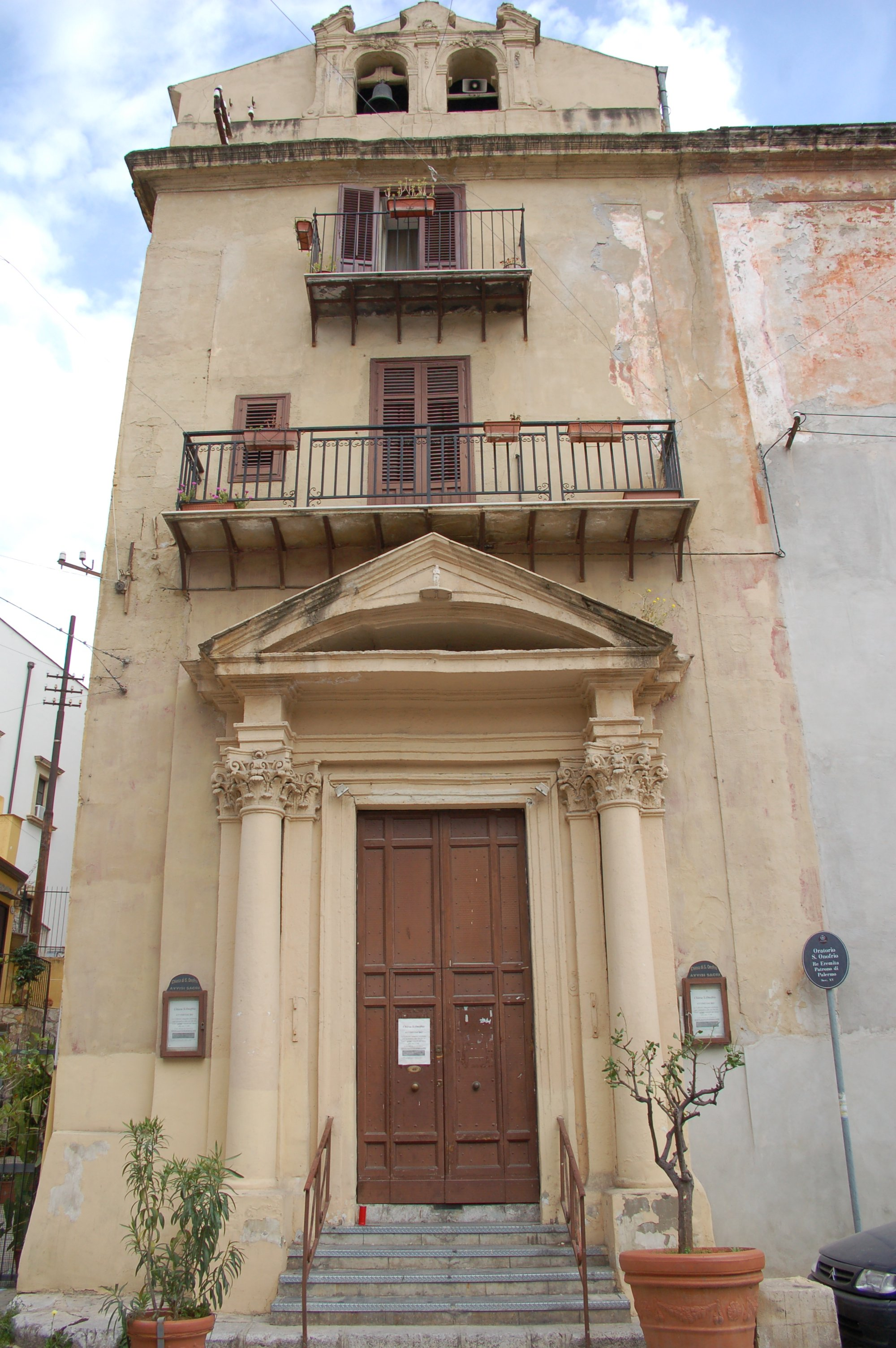
Oratorio Sant’Onofrio Palermo

Nahe der Kirche Sant’Agostino befindet sich das Oratorium Sant’Onofrio. Der dem heiligen Asketen Onophrios gewidmete Bau stammt aus der zweiten Hälfte des 17. Jahrhunderts und stand unter der Obhut einer Bruderschaft gleichen Namens. 
Der Innenraum ist mit Stuck und anderen Dekorationselementen aus späterer Zeit geschmückt. Eine Gedenktafel erinnert an eine Quelle, die einst den Fluss Papireto speiste.
Die wichtigsten Kunstwerke sind die realistische Holzstatue des Heiligen aus dem Jahr 1603 vom Bildschnitzer Cieco di Palermo, das Hauptaltarbild „Tod des Heiligen Onophrius“ malte Zoppo di Gangi und die Holzreliefs mit Szenen aus dem Leben des Heiligen schuf Giovanni Calandra (nicht zu verwechseln mit dem Mosaizisten gleichen Namens in Rom).